# Schreiblänge
Schreiblänge bezeichnet das Maß für die Tintenabgabe von Schreibgeräten. Die Schreiblänge ist die Länge des Striches, den ein Stift bis zu seiner Entleerung erzeugen kann, und wird meist in Metern angegeben. Die Ermittlung erfolgt auf speziellen Abschreibemaschinen und unter genormten Bedingungen, um die Produkte verschiedener Hersteller vergleichbar zu machen.

## Typische Werte
Bestimmend für die Schreiblänge ist die Stifttechnologie, die Tintenmenge beziehungsweise das Material der Mine und die Größe der Schreibspitze. Dazu muss man beim Vergleich gleicher Stifte die Temperatur, das Papier, den Schreibwinkel, die Schreibgeschwindigkeit und den Andruck beachten, da diese Größen auch einen Einfluss haben können. Die typischen Werte verschiedener Stifttechnologien sind:
- Bleistifte zwischen 20.000 und 56.000 m (abhängig vom Härtegrad der Bleistiftmine)[1]
- Kugelschreiber zwischen 1000 m und 10.000 m[2]
- Tintenroller zwischen 1000 m und 2500 m
- Gelroller zwischen 500 m und 1200 m
- Schulfüller etwa 300 m pro Tintenpatrone